# 杉本昭七
杉本 昭七（すぎもと しょうしち、1932年10月8日 -2022年2月11日 ）は、日本の経済学者、京都大学名誉教授。
山口市出身。1961年京都大学大学院経済学研究科博士課程満期退学、79年「現代帝国主義の基本構造」で経済学博士。京都大学経済研究所助教授、教授、88-90年所長を務める。95年定年退官、名誉教授、阪南大学教授。門下に有賀敏之がいる。

## 著書
- 『資本自由化と日本資本主義分析 方法論上の一提案』汐文社 解放新書 1967
- 『現代帝国主義の理論』青木書店 1968
- 『現代帝国主義の基本構造』大月書店 現代資本主義叢書 1978
- 『多国籍企業はどこへ導くか 「ナショナルなもの」の弱体化と統合世界の形成』同文館出版 1986

### 共編著
- 『現代資本主義の世界構造』編 大月書店 現代資本主義叢書 1980
- 『多国籍企業と重層的統合化』編著 同文館出版 1986
- 『現代世界経済をとらえる ニュー・インターナショナル・エコノミックス25』藤原貞雄,関下稔,松村文武共編 東洋経済新報社 1987
- 『現代世界経済をとらえる ニュー・ワールド・エコノミックス20』藤原貞雄、関下稔、松村文武共編 東洋経済新報社 1991
- 『日本貿易読本』藤原貞雄共編 東洋経済新報社 1992
- 『現代世界経済の転換と融合』編著 同文館出版 1993
- 『国際平和と「日本の道」 東アジア共同体と憲法九条』望田幸男、田中則夫、藤岡惇、大西広、浅井基文共著 昭和堂 2007

## 論文
- 杉本昭七